# Эскадренные миноносцы типа «Халланд»
Тип «Халланд» (швед. Hallandsklass) — серия шведских эсминцев 1950-х годов. В 1951—1956 годах для КВМС Швеции были построены два корабля этого типа. В 1955 году было принято решение о строительстве ещё двух кораблей, но в 1958 году оно было отменено. Ещё два корабля этого типа были построены в 1955—1958 годах по слегка изменённому проекту для ВМС Колумбии. После проведённой в 1967 году модернизации, два шведских эсминца стали первыми после советских кораблями этого класса, вооружёнными противокорабельными ракетами. Помимо этого, в 1960-х годах корабли ещё неоднократно модернизировались. Сняты с вооружения оба шведских корабля были в 1982—1984 годах, колумбийские же прослужили немногим дольше — до 1984—1986 годов.

## Представители
| Название                          | Номер           | Судоверфь                     | Закладка                      | Спуск на воду                 | Вступление в строй            | Судьба                                                               |
| Для КВМС Швеции                   | Для КВМС Швеции | Для КВМС Швеции               | Для КВМС Швеции               | Для КВМС Швеции               | Для КВМС Швеции               | Для КВМС Швеции                                                      |
| --------------------------------- | --------------- | ----------------------------- | ----------------------------- | ----------------------------- | ----------------------------- | -------------------------------------------------------------------- |
| Халланд Halland                   | J 18            | Götaverken, Гётеборг          | 1951                          | 16 июля 1952                  | 8 июня 1955                   | УТС с 1980, снят с вооружения 29 сентября 1982, пущен на слом в 1985 |
| Смоланд Småland                   | J 19            | Eriksberg, Гётеборг           | 1951                          | 23 октября 1952               | 12 января 1956                | снят с вооружения 1 июля 1984, пущен на слом в 1985                  |
| Лаппланд Lappland                 | —               | строительство отменено в 1958 | строительство отменено в 1958 | строительство отменено в 1958 | строительство отменено в 1958 | строительство отменено в 1958                                        |
| Вермланд Värmland                 | —               | строительство отменено в 1958 | строительство отменено в 1958 | строительство отменено в 1958 | строительство отменено в 1958 | строительство отменено в 1958                                        |
| Для ВМС Колумбии                  |                 |                               |                               |                               |                               |                                                                      |
| Вейнте де Хулио Veinte de Julio   | D05             | Kockums, Мальмё               | октябрь 1955                  | 26 июня 1956                  | 15 июня 1958                  | снят с вооружения в 1984 и пущен на слом                             |
| Сьетте де Агосто Siette de Agosto | D06             | Götaverken, Гётеборг          | ноябрь 1955                   | 19 июня 1956                  | 31 октября 1958               | снят с вооружения в 1986 и пущен на слом                             |